# 伊勢村
伊勢村（いせむら）は、かつて兵庫県に存在していた村である。1955年に林田村と合併し林田町となったことにより消滅。
現在の伊勢小学校区に相当する姫路市中西部に位置していた。

## 地理
旧村域は、現在の姫路市上伊勢、下伊勢、大堤に相当する大津茂川上流域の谷沿いに位置し南北に細長い。南部には国道29号（因幡街道）が縦走しており、峠を介して西のたつの市神岡町と、また、大津茂川沿いに南の姫路市太市地区と接続している。西隣の姫路市林田地区とは国道29号でたつの市神岡町を経由して、また2本の県道（435号、519号）により直接結ばれている。

## 沿革
- 1889年（明治22年）4月1日 町村制施行に伴い揖東郡伊勢村発足。
- 1896年（明治29年）4月1日 揖東郡、揖西郡が合併し揖保郡に。
- 1955年（昭和30年）3月25日 林田村と合併し林田町が発足したため消滅。

## 地域

### 道路
- 国道
  - 国道29号
- 県道
  - 兵庫県道413号護持下伊勢線
  - 兵庫県道435号上伊勢誉田線
  - 兵庫県道519号菅生澗林田線

### 施設
- 姫路市伊勢自然の里・環境学習センター